# Обеліск на честь Мініна та Пожарського
Обеліск на честь Мініна та Пожарського — монумент, що увічнює пам'ять Козьми Мініна та Дмитра Пожарського в Нижньому Новгороді. Встановлений у 1828 в Нижньогородському Кремлі замість спочатку запланованого пам'ятника. Спроектовано архітектором А. І. Мельниковим, барельєфи створені за ескізами І. П. Мартоса. 

## Історія
У 1794 для збору відомостей про Козьму Минина в Нижній Новгород прибув історик Н. Ільїнський. Не знайшовши над могилою героя «ні пам'ятника, ні напису», він запропонував поставити монумент. 
З 1804 над скульптурною композицією став працювати І. П. Мартос. По завершенні ескізів навесні 1809 в Нижньогородській губернії було оголошено збір коштів. До 1811 надійшло 18 000 рублів, але 15 лютого того ж року Комітет міністрів ухвалив рішення поставити пам'ятник у Москві. 
20 лютого 1818 монумент встановлений в центрі Красної площі, а рік потому Академія мистецтв оголосила конкурс на проект обеліска з барельєфами для Нижнього Новгорода. Переміг проект А. І. Мельникова та І. П. Мартоса. А. А. Бетанкур запропонував встановити його в центрі кремлівського плац-параду, але в 1825 було вирішено звести обеліск на одній осі з військовим Успенським собором. 
15 серпня 1828 після військового параду Нижньогородського гарнізону обеліск був відкритий. 

## Технологія
Обеліск складений з 15 гранітних «штук», вирубаних у карельських кар'єрах, а барельєфи за ескізами Мартоса відливалися в майстерні Академії мистецтв. У 1827 граніт доставили в Нижній Новгород, але при перевантаженнях відкололи верхів'я обеліска. Для доробки та встановлення його на місце в 1828 в Нижній Новгород прибули Мартос та Мельников з гранувальниками. Стовбур обеліска скорочений на 2 метри. Частину, що відкололася, посадили на металевий штир і заполірували шви. 

## Цікаві факти

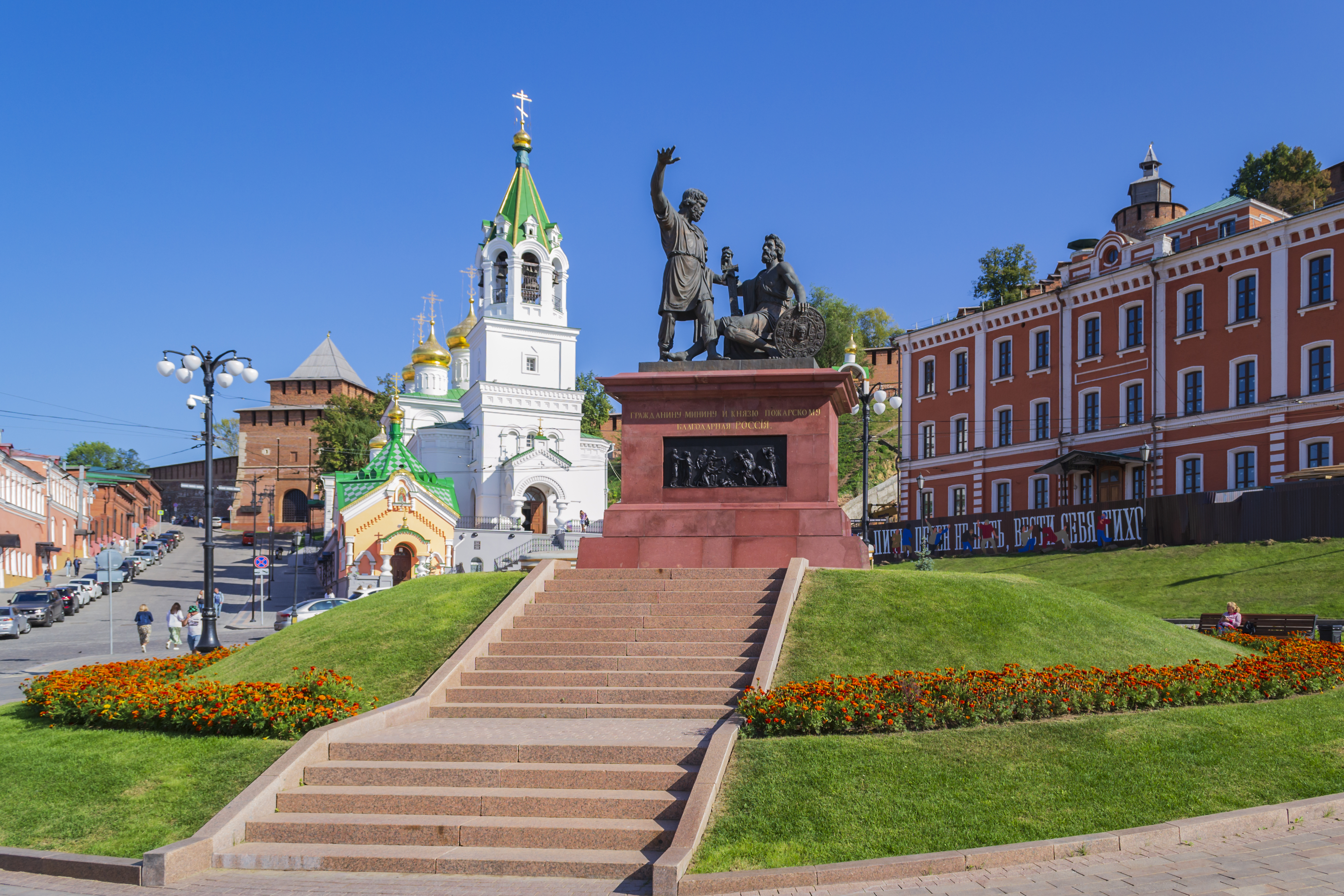
Пам'ятник Мініну та Пожарському на Торзі

- Обеліск є одним з чотирьох пам'ятників в Нижньому Новгороді, присвячених Кузьмі Мініну, одним з двох пам'ятників міста, присвячених Мініну та Пожарському (разом із копією московського пам'ятника Мініну та Пожарському роботи Церетелі).
- зашліфований шов на обеліску через деякий час проявився, і останнім часом його легко можна спостерігати.